# Droga krajowa B504 (Niemcy)
Droga krajowa 504 (niem. Bundesstraße 504) – niemiecka droga federalna przebiegająca na osi północ-południe i jest połączeniem drogi B9 z przejściem granicznym z Holandią w Grunewald i ponownie z drogą B9 w Goch w zachodniej Nadrenii Północnej-Westfalii.
Droga, jest oznakowana jako B504 od początku lat 70. XX stulecia.
Z powodu wielu wypadków na skrzyżowaniu B9 z K15 i w pobliżu postanowiono zastąpić skrzyżowanie rondem. Budowa rozpocznie się 14 sierpnia i ma potrwać do listopada 2017.